# Gonzalo Del Rio Saldias
Gonzalo Rodrigo Del Rio Saldias, även känd under artistnamnen Gonza Blatteskånska,  Extravagonza eller bara Gonza, född 11 maj 1981 i Chile, svensk programledare, hiphopmusiker och skådespelare från Lindängen, Malmö.
Han är frontman i hiphop-gruppen Advance Patrol men är kanske mest känd som programledare i SVT för programmen Tracks i TV, Bobster, Rampljuset och Grand Prix. Han har även medverkat i rapparen Lillemans låt Tonårstankar.
2004 medverkade han i dokumentärfilmen "Gå loss" och 2006 hade han en roll i Wallander-filmen Jokern.

## Diskografi
- 2003 - Utskrivna
- 2006 - Aposteln
- 2007 - Enligt AP
- 2009 - El Futuro (med Advance Patrol)

## Filmografi

### Roller
- 2001 - Fru Fortuna - Leo
- 2003 - Beslutet
- 2004 - Gå loss
- 2005 - Tjejen med videokameran
- 2006 - Wallander - Jokern

### Manus
- 2003 - Beslutet